# Garentina Kraja
Garentina Kraja – kosowska dziennikarka.

## Życiorys
Garentina Kraja pochodzi ze świeckiej rodziny wyznającej islam.
Pracowała w kosowskim dzienniku Koha Ditore, w ramach którego relacjonowała m.in. toczącą się w latach 1996-1999 wojnę w Kosowie.
W latach 2001–2007 była korespondentką The Associated Press w Prisztinie, gdzie relacjonowała m.in. skutki wojny w Kosowie i budowę kosowskiej państwowości. Kraja pracowała jako doradczyni ds. polityki zagranicznej i bezpieczeństwa podczas kadencji ówczesnej prezydent Republiki Kosowa, Atifete Jahjagi.
Pracowała też krótko na Uniwersytecie Amerykańskim w Prisztinie, gdzie wykładała m.in. politykę krajów rozwijających się oraz politykę międzynarodową.
W 2011 roku otrzymała tytuł Bachelor of Arts na Uniwersytecie Yale.

## Publikacje
- Recruitment practices of Europe’s last guerrilla. Ethnic mobilization, violence and networks in the recruitment strategy of the Kosovo Liberation Army, 2011